# 26591 Robertreeves
26591 Robertreeves è un asteroide della fascia principale. Scoperto nel 2000, presenta un'orbita caratterizzata da un semiasse maggiore pari a 2,5259268 UA e da un'eccentricità di 0,1308837, inclinata di 2,69409° rispetto all'eclittica.
L'asteroide è dedicato allo statunitense Robert Reeves, divulgatore scientifico in ambito astronomico.